# ブレント・ルノー
ブレント・アンソニー・ルノー（英語: Brent Anthony Renaud、1971年10月2日 - 2022年3月13日）は、アメリカ合衆国のジャーナリスト、ドキュメンタリー映画監督、フォトジャーナリスト。弟のクレイグと共にHBOやバイスニュースなどの映画を制作し、ニューヨーク・タイムズにも寄稿していた。ウクライナ当局によると、2022年3月13日、ロシアのウクライナ侵攻をキーウ近郊のイルピンで取材中、ロシア兵に殺害されたという。

## 来歴

### 誕生
1971年10月2日にテネシー州メンフィスで生まれ、アーカンソー州リトルロックで育った。 母親のジェオルガン・フレジエはソーシャルワーカー、父親のルイ・ルノーはセールスマンだった。ルノーは南メソジスト大学で英文学の学士号を、コロンビア大学で社会学の修士号を取得した。

### ジャーナリスト・監督として
その後、ルノーはリトルロックやニューヨークを拠点に活動を開始。弟のクレイグと協力して、主に世界の紛争地帯についてのヒューマンドキュメンタリー映画や番組を制作した。2004年から2005年にかけて、ルノー兄弟はディスカバリーチャンネルのシリーズ『Off to War』を撮影し、イラク戦争に参加したアーカンソー予備兵とその家族を取材した。
兄弟はその後もイラクとアフガニスタンの戦争、2010年のハイチ地震、エジプトとリビアの政治危機、アフリカの紛争、メキシコの麻薬戦争、中米の難民危機などを取材した。2015年にはビデオシリーズ「ラストチャンス・ハイ」でピーボディ賞を受賞するなど、いくつかの賞を受賞している。その後も映像作品の制作を続け、2017年にHBOドキュメンタリー・フィルムズからリリースされたドキュメンタリー『Meth Storm』を監督した。 2019年、アーカンソー大学の客員教授に任命されたほか、ハーバード大学がジャーナリズム育成のために設けているニーマン財団のフェローにもなった。クレイグとともにピューリッツァー・センターの助成対象者でもあった。そのほか兄弟は、2005年から地元であるリトルロックでリトルロック映画祭を主催していた。

### 死去
ウクライナ当局によれば、ルノーは2022年に勃発したロシアのウクライナ侵攻を取材中に、イルピンにてロシア兵に撃たれて死亡した。 享年53歳。この時、他のジャーナリスト2人も負傷し病院に運ばれている。そのうちの1人であるフアン・アレドンドは後にイタリアのジャーナリストがTwitterで公開した動画で「ジャーナリストのグループがイルピンの橋の1つを通って避難する市民を撮影していたところ、兵士に狙われてルノーは首を撃たれた」と語っている 。
ルノーはウクライナ侵攻における外国人ジャーナリストとしては最初の死者となった。

## 監督作品
- Shelter, 2018 documentary film
- Meth Storm, 2017 documentary film
- Last Chance High, 2015 series
- en:Warrior Champions: From Baghdad to Beijing, 2009 documentary film[18][19]
- Little Rock Central: 50 Years Later, 2007 documentary film
- Off to War, 2004 series